# Berufsverband der Erziehungswissenschaftlerinnen und Erziehungswissenschaftler
Der Berufsverband der Erziehungswissenschaftlerinnen und Erziehungswissenschaftler (BVPäd) ist ein deutscher Berufsverband zur Förderung der Professionalisierung von universitär ausgebildeten Pädagogen mit Bachelor-, Diplom-, Magister- und Master-Abschluss.

## Ziele
Der Berufsverband vertritt die Belange und Interessen universitär ausgebildeter Pädagogen in allen beruflichen Handlungsfeldern über Öffentlichkeitsarbeit, Stellungnahmen zu professionsrelevanten Themen, Angebote zur individuellen Professionalisierung sowie individuelle Beratung und Coaching.
Im Fokus steht insbesondere
- die Verdeutlichung des Qualifikationsprofils von Erziehungswissenschaftlerinnen und Erziehungswissenschaftler mit Universitätsabschluss (Bachelor, Diplom, Magister, Master)
- die Professionalisierung pädagogischer Arbeit
- die Anregung von und Unterstützung für Initiativen, die pädagogische Leistungen, Studien- und Berufssituationen erforschen, evaluieren und darstellen
- die Förderung des Informations- und Erfahrungsaustausches zwischen den Verbandsmitgliedern

Der BVPäd ist der älteste anerkannte Berufsverband von Erziehungswissenschaftlerinnen und Erziehungswissenschaftlern und versteht sich als ein berufliches Netzwerk, das den fachlichen Austausch seiner Mitglieder fördert und in unterschiedlichen berufsrelevanten Fragestellungen beratend zur Seite steht. So haben Mitglieder die Möglichkeit in allen Organen des BVPäd mitzuarbeiten und sich aktiv in die Verbandsarbeit einzubringen durch z. B. Mitarbeit an/Erarbeitung von Stellungnahmen, Anbieten von Weiterbildungsveranstaltungen, Durchführung von Informationsgesprächen, Unterstützung bei Hochschulteamveranstaltungen und Messen.

## Verbandsstruktur
Die Verbandsstruktur gliedert sich in einen Vorstand, einen erweiterten Vorstand und in Arbeitsgruppen, in denen Verbandsmitglieder an verschiedenen berufsrelevanten Fragestellungen arbeiten. Der Vorstand besteht aus fünf Mitgliedern, sowie ggf. drei Mitgliedern des erweiterten Vorstands, die die Arbeit des Vorstands in enger Zusammenarbeit unterstützen.
Die Mitgliederversammlung bestimmt die Weichenstellung für die Verbandsarbeit eines jeden Jahres. Hier werden der Haushaltsplan entwickelt, Satzungsänderungen beschlossen, der Vorstand gewählt/entlastet, unselbstständige Abteilungen eingerichtet, „verdiente“ Mitglieder aufgenommen und Ideen für die Weiterentwicklung des Berufsverbandes eingebracht.
Mitglieder des BVPäd sind vor allem in außerschulischen Handlungsfeldern tätig. Ihre beruflichen Aufgaben umfassen u. a. konzeptionelle, leitende, lehrende und beratende Tätigkeiten in den Bereichen Soziale Arbeit, Erwachsenen-/Weiterbildung, Gesundheitswesen, wissensintensive Dienstleistung oder Wirtschaft.

## Geschichte
Der Berufsverband der Erziehungswissenschaftlerinnen und Erziehungswissenschaftler e.V. wurde 1977 in Frankfurt am Main gegründet.

## Fachzeitschrift
Der Verband war zudem bis Ende 2024 (Heft 4/24) Herausgeber der Zeitschrift „Der pädagogische Blick“, die vierteljährlich im Beltz-Juventa-Verlag erschien. Der pädagogische Blick veröffentlichte Beiträge zu erziehungswissenschaftlichen Querschnittsthemen, wie Qualität, Evaluation, Führung, Normativität, Trends und Herausforderungen (erwachsenen-)pädagogischer Arbeit. Dies bezieht sich auf alle Arbeitsbereiche, in denen universitär ausgebildete Pädagogen mit Bachelor-, Diplom-, Magister- und Master-Abschluss tätig sind. Die Entgrenzung erziehungswissenschaftlich fundierter Arbeit in alle gesellschaftlichen Bereiche hinein wird durch die Zeitschrift professionspolitisch verfolgt und wissenschaftlich reflektiert. Insbesondere die Bereiche der Erwachsenen-/Weiterbildung und Sozialpädagogik haben sich ausdifferenziert und immer mehr universitär ausgebildete Pädagogen sind in diesen Bereichen tätig. Auf diese und weitere Entwicklungen nahm das Redaktionsteam in der Bestimmung der Schwerpunktthemen Rücksicht.
Die Zeitschrift wendete sich insbesondere an beruflich Tätige, die leitend und konzeptionell arbeiten. Neben der Diskussion über erziehungswissenschaftliche Professionalität, Kompetenz und Fortbildungsbedarfe wurden empirische Ergebnisse in ihren Konsequenzen für das pädagogische Arbeitshandeln thematisiert.

## Weblink
- Internetseite des BV-Päd